# National Health Service

NHS in Inghilterra

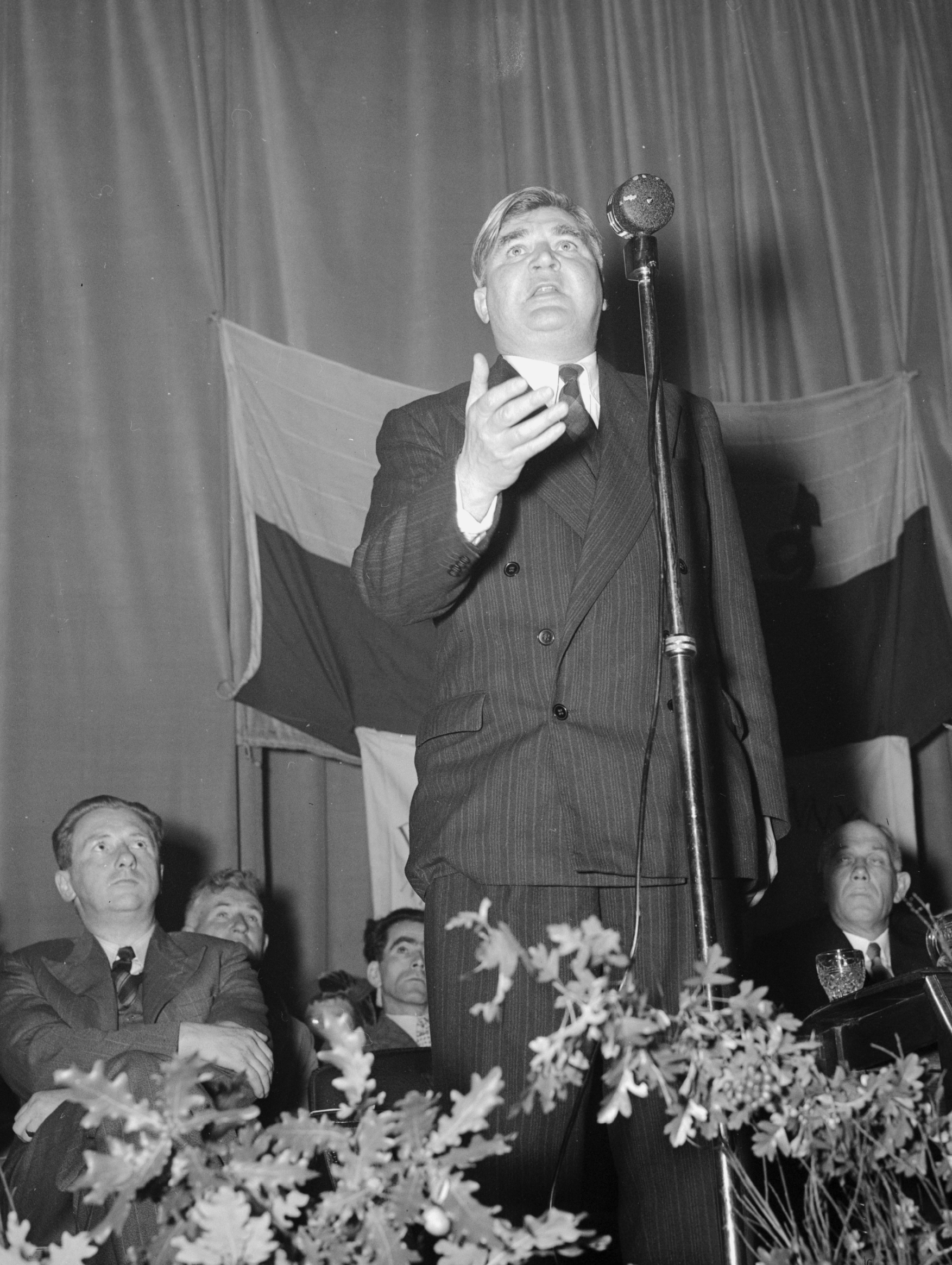
Aneurin Bevan, Ministro della sanità e della ricostruzione nel 1945, realizzò la nazionalizzazione del sistema sanitario inglese con la creazione del servizio nazionale di sanità.

Il National Health Service o NHS è il servizio sanitario nazionale del Regno Unito.
Ciascuna delle quattro nazioni costituenti (Inghilterra, Galles, Scozia, Irlanda del Nord) amministra un proprio sistema sanitario pubblico che, fatte salve linee guida comuni a tutte, mantiene una propria fisionomia particolare sotto gli aspetti manageriale, finanziario e operativo. L'NHS è la più grande organizzazione pubblica non militare del mondo.

## Struttura

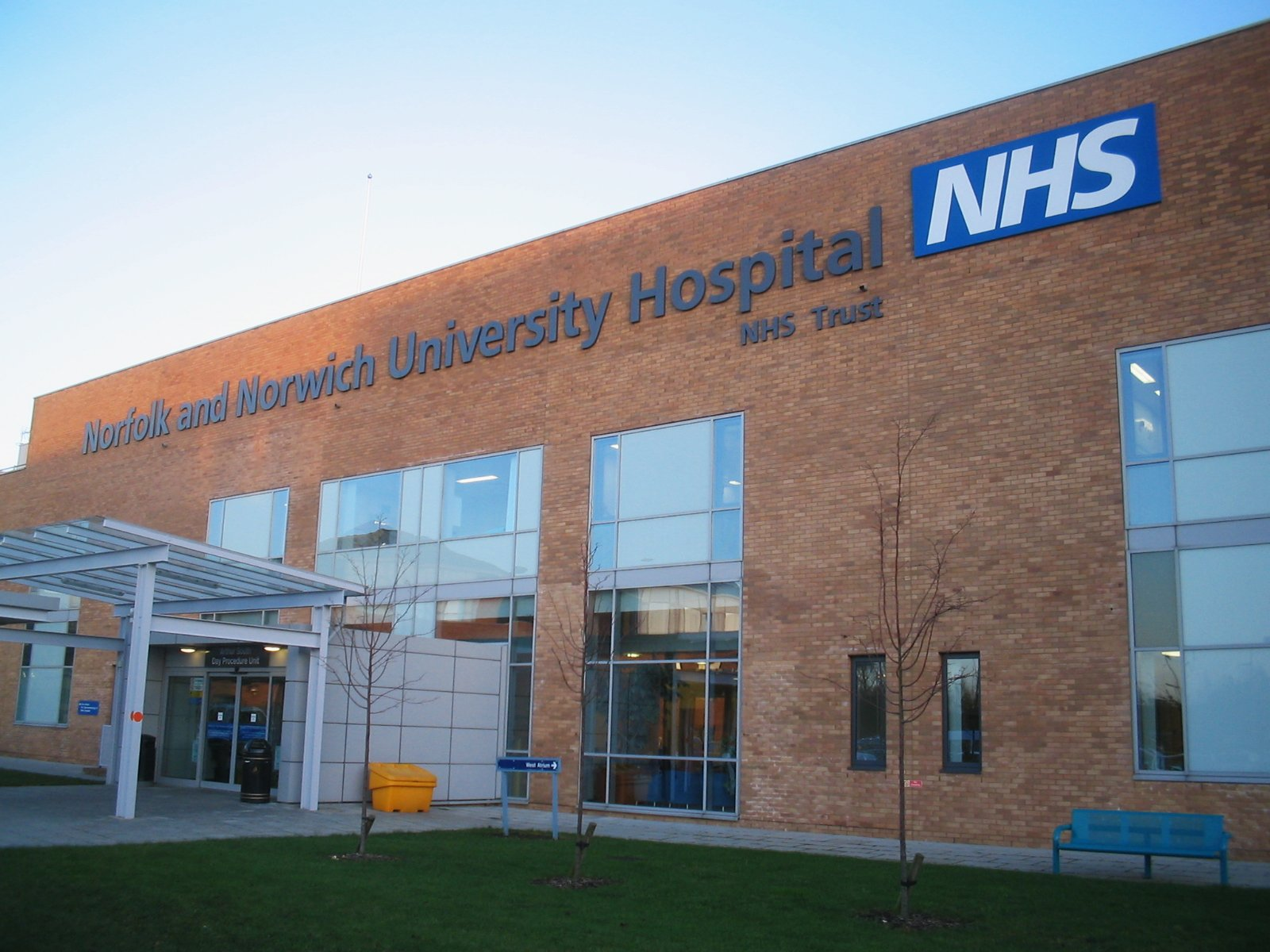
Ospedale dell'NHS a Norwich, Inghilterra.

L'NHS offre assistenza medica in tutto il Regno Unito a tutti coloro che vi risiedono, senza discriminazione tra parti geografiche (chi risiede nel Galles può curarsi in Scozia, come anche un residente in Inghilterra può ricevere assistenza nell'Irlanda del Nord, e così via), includendo nell'assistenza il primo soccorso, la degenza ospedaliera a breve e lungo termine, i servizi specialistici come quelli oftalmologici e odontoiatrici (questi ultimi effettuati tramite dentisti convenzionati).
Essa entra in funzione il 5 luglio 1948 a seguito del National Health Service Act del 1946; conseguentemente diverrà parte integrante della società britannica, tanto da venire definita dal Cancelliere dello Scacchiere, Nigel Lawson, la national religion (religione nazionale).
L'assistenza medica privata continua parallela all'NHS, remunerata in larga parte da assicurazioni private, ma usata da una piccola percentuale della popolazione.
Gran parte dei servizi sono senza costi per i pazienti: essi, stimati in £104 miliardi nel 2007-8 sono assunti principalmente tramite tassazione.
L'NHS è al mondo il più ampio e centralizzato servizio di sanità, terzo a livello globale come numero d'impiegati dopo l'Esercito Popolare di Liberazione cinese e le ferrovie indiane.
Sin dalla sua istituzione il NHS è stato caratterizzato da:
- finanziamento a carico del bilancio pubblico
- centralità della proprietà pubblica delle strutture sanitarie
- integrazione verticale delle strutture di erogazione delle prestazioni di medicina preventiva e primaria con gli ospedali pubblici
- elevata centralizzazione, con poteri direzionali collocati presso il governo centrale

Il NHS è stato riformato nel 1989, al fine di migliorare l'efficienza nell'impiego delle risorse impiegate, partendo dal presupposto della salvaguardia dei principi di universalità della copertura e di accesso alle cure sanitarie (secondo modalità indipendenti dal reddito individuale). Tale riforma, introducendo meccanismi concorrenziali, ha introdotto una separazione tra gli acquirenti o purchasers, cioè le componenti che hanno il compito di acquistare per conto dei propri pazienti prestazioni mediche (tipicamente le unità sanitarie locali - Health Authorities - e le associazioni di medici di base), e le unità che invece forniscono cure mediche specialistiche e assistenza ospedaliera (detti fornitori o providers).